# Brihan Maharashtra Sugar Syndicate Ltd.
Brihan Maharashtra Sugar Syndicate Ltd. är ett indiskt sockerföretag med huvudkontor i Pune, Indien. Det grundades den 21 september 1934 av industrimannen Chandrashekhar Agashe.